# Máximo Juderías Caballero
Máximo Juderías Caballero (Zaragoza, 1867 – Sardañola del Vallés, 1951) fue un pintor español. Desarrolló su obra como decorador de salones de algunos de los palacios de Madrid. Puede verse parte de su obra, a finales del siglo XIX, en las paredes del Museo Cerralbo, siendo pintor de cámara de Enrique de Aguilera y Gamboa, XVII marqués de Cerralbo (en colaboración con el pintor valenciano José Soriano Fort).
Vivió y desarrolló su profesión durante su etapa joven en París, junto con otros pintores españoles José San Bartolomé Llaneces y Francisco Domingo Marqués desarrollaron un estilo propio de pinturas ambientadas en trajes del siglo XVII.